# Hugh Walton
Hugh Walton (nascido em 30 de maio de 1955) é um ex-ciclista canadense. Ele representou o Canadá nos Jogos Olímpicos de Verão de 1976, em Montreal.